# رویستون، یورک‌شر جنوبی
رویستون (به انگلیسی: Royston) یک روستا با اهمیت تاریخی در بریتانیا است که در کلان‌شهر مستقل بارنزلی واقع شده‌است. رویستون ۱۰٬۷۲۸ نفر جمعیت دارد.